# Pselliophora incunctans
Pselliophora incunctans är en tvåvingeart. Pselliophora incunctans ingår i släktet Pselliophora och familjen storharkrankar.

## Underarter
Arten delas in i följande underarter:
- P. i. incunctans
- P. i. ochrifemur